# تعزيز التكيف
التعزيز المُتكيّف أو التعزيز التكيفي (بالإنجليزية: AdaBoost)‏ (نقحرة: أدابوست) هي خوارزمية للتعليم الآلي صاغها Yoav Freund  وRobert Schapire الذي فازا بجائزة Gödel 2003 عن عملهما. ويمكن استخدامها مع العديد من الأنواع الأخرى من خوارزميات التعلم لتحسين الأداء. 
التعزيز المتكيف حساس للبيانات الصاخبة والقيم المتطرفة. في بعض المشكلات، قد تكون أقل عرضة لمشكلة التحمل من خوارزميات التعلم الأخرى. المتعلمين فرديا من الممكن ان يكونوا ضعفاء، لكن طالما كان الأداء لكل متعلم أفضل بقليل من التخمين العشوائي، بعد ذلك النموذج النهائي من الممكن أن يثبت انه متعلم بكفاءة.
واحدة من الخوارزميات التي تستخدم التعزيز المتكيف في أشجار القرار و أشجار القرار تعتبر متعلم ضعيف. غالبا تُعَد إحدى أفضل المصنفات خارج الصندوق. عندما يستخدم مع شجرة التعليم فان عينة التدريب يتم تغذيتها إلى خوارزمية شجرة النمو. لذلك لاحقا الشجرات تميل للتركيز على التصانيف الأصعب للمشاكل.